# 雷氏蜥形脂鯉
雷氏蜥形脂鯉為輻鰭魚綱脂鯉目脂鯉亞目脂鯉科的其中一個種。分布於南美洲亞馬遜河流域，體長可達6.2公分，棲息在底中層水域，生活習性不明。

## 扩展阅读
維基物種上的相關：雷氏蜥形脂鯉